# Memorial da Rainha Vitória, Leeds
O Memorial à Rainha Vitória, situado em Woodhouse Moor, Leeds, West Yorkshire, Inglaterra, consiste em figuras e um friso em bronze sobre um plinto e pedestal de pedra de Portland. O escultor era George Frampton, e o arquiteto que trabalhava com ele era Leonard Stokes. A figura no topo do pedestal é a da rainha Vitória sentada num trono, com um cetro apoiado no antebraço direito e segurando um orbe na mão esquerda. A parte de trás do trono tem a aparência de um sol radiante. Nos lados do pedestal estão figuras em nichos, que na esquerda representam a paz, e na direita representando a indústria. Na parte da frente do pedestal são esculpidos os braços reais, e na parte de trás é o brasão de armas de Leeds e uma inscrição. Abaixo do pedestal há um plinto com um friso contínuo que incorpora as palavras "ÍNDIA", "AUSTRÁLIA", "CANADÁ" e "ÁFRICA" em placas enroladas que são flanqueadas por corujas e folhagens. O plinto fica em quatro degraus. O memorial foi inaugurado em 27 de novembro de 1905, e originalmente ficava do lado de fora da Prefeitura de Leeds. Ele foi transferido para Woodhouse Moor em 1937. O memorial foi designado como um edifício listado como Grade II * em 5 de agosto de 1976.